# Oligna pueblana
Oligna pueblana är en mångfotingart som beskrevs av Chamberlin 1943. Oligna pueblana ingår i släktet Oligna och familjen storjordkrypare. Inga underarter finns listade i Catalogue of Life.